# Адриан VI
Адриан VI (лат. Hadrianus PP. VI); в миру Адриан Флоренсзоон Буйенс ван Утрехт, Флоренц Дедал (нидерл. Adriaan Florenszoon Boeyens; 2 марта 1459, Утрехт, Нидерланды — 14 сентября 1523, Рим, Папская область) — папа римский с 9 января 1522 по 14 сентября 1523 года. Являлся единственным фламандцем на папском престоле. 

## Биография

### Ранние годы
Адриан Буйенс родился 2 марта 1459 года в Утрехте в бедной семье Флоренса Буйенса и его жены Гертруды. Адриан, вероятно, вырос в доме на углу улиц Бранстег и Уде-Грахт, который принадлежал его деду Будевейну. Его отец, плотник и, вероятно, корабельщик, умер, когда Адриану было 10 лет или меньше. Адриан в раннем возрасте вступил в Братство общей жизни, а также был студентом латинской школы в Зволле. В июне 1476 года он начал учёбу в университете Лёвена, где он изучал философию, теологию и каноническое право, благодаря стипендии, предоставленной Маргаритой Йоркской, герцогиней Бургундии.

### Лёвен
После 12 лет обучения Адриан стал доктором богословия в 1491 году, а с 1490 года преподавал в Лёвенском университете. В 1493 году он был избран вице-канцлером университета, а через пять лет — деканом, фактическим главой университета. Его лекции были опубликованы, а впоследствии воссозданы по заметкам учеников, среди которых был молодой Эразм Роттердамский. Адриан предложил ему профессуру в 1502 году, но Эразм отказался.
В ноябре 1506 года Маргарита Австрийская (1480—1530) стала губернатором Испанских Нидерландов и назначила Адриана своим советником. В следующем году император Максимилиан I назначил его воспитателем своего семилетнего внука и племянника Маргариты, Карла, который в 1519 году стал императором Карлом V. К 1512 году Адриан был столь сильно занят придворными обязанностями, что был вынужден уйти из университета.

### Испания
В 1515 году Карл V отправил Адриана в Испанию, чтобы убедить своего деда по материнской линии, Фердинанда II Арагонского, что испанские земли должны перейти под его власть, а не под власть младшего брата Карла Фердинанда. Адриан преуспел в этом только незадолго до смерти Фердинанда в январе 1516 года. Карл V впоследствии сделал Адриана епископом Тортосы, а 14 ноября 1516 года поручил ему пост Великого инквизитора Арагона. В следующем году папа Лев X сделал Адриана кардиналом-священником с титулом церкви Санти-Джованни-э-Паоло.
В правление Карла V Адриан находился под рукой кардинала Франсиско Хименеса де Сиснероса, соправителя Испании. После смерти Хименеса Адриан был назначен (14 марта 1518) великим инквизитором Воссоединённой инквизиции Кастилии и Арагона и в таком качестве действовал до своего отъезда в Рим. В течение этого периода Карл V отправился в Нидерланды в 1520 году, оставив Адриана регентом Испании, и именно будущему папе пришлось иметь дело с восстанием комунерос.

### Избрание

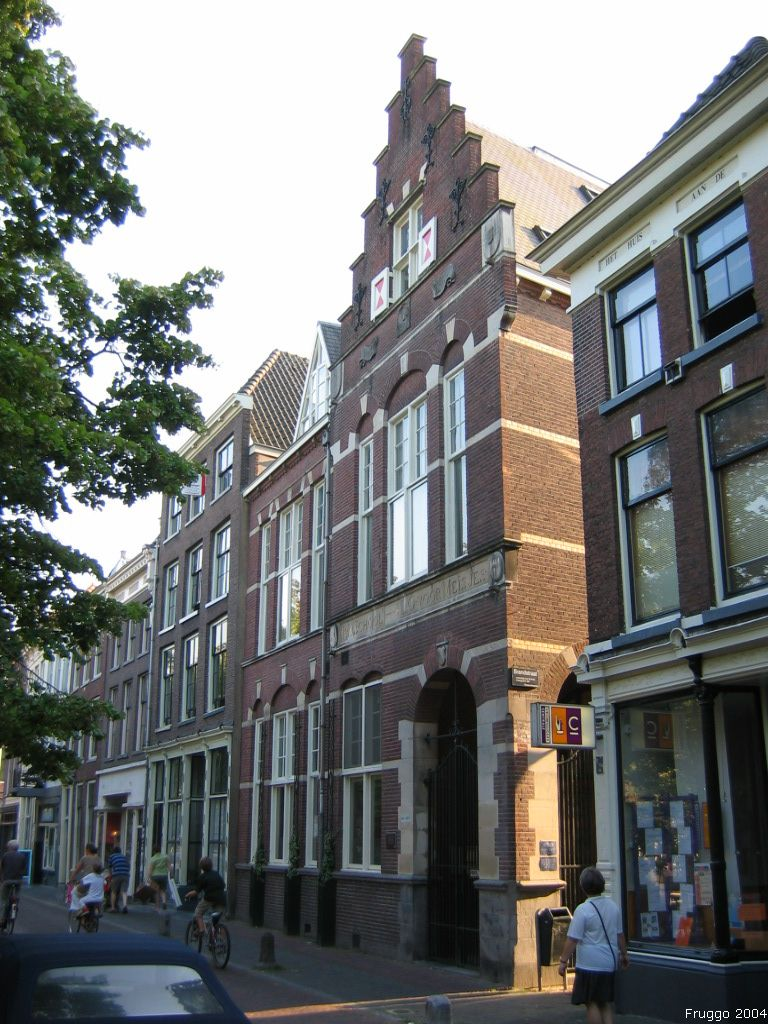
Дом в Утрехте, в котором родился будущий папа Адриан VI

Застигнутая врасплох неожиданной смертью Льва Х кардинальская коллегия постановила отдать тиару отсутствовавшему на конклаве испанскому кардиналу, рассчитывая на поддержку дома Габсбургов. Карл V был в восторге, узнав, что его наставник был избран на папский престол, но вскоре понял, что Адриан VI был полон решимости править беспристрастно. Франциск I Французский, который опасался, что Адриан станет инструментом политики императора и изначально жестко отреагировал на его избрание, затем смягчился и отправил посольство, чтобы засвидетельствовать своё почтение папе.
Адриан никогда до этого не бывал в Риме и, хотя и дал согласие на своё избрание Папой, всё время откладывал приезд в Вечный город, поскольку получил известие о том, что римляне возмущены избранием «чужеземца», к тому же происходившего из «самой низкой фландрской нации». Коронация его состоялась только 31 августа 1522 года. «Католическая энциклопедия» 1908 года так характеризовала задачу, стоявшую перед Адрианом:
«…искоренить застарелые нарушения; реформировать двор, в котором процветала коррупция; держать в узде молодых и воинственных князей, готовых перегрызть друг другу глотки; остановить рост восстаний в Германии; сохранить христианский мир от турок, которые угрожали Венгрии… — это были титанические задачи для того, кто в свои шестьдесят три года никогда не видел Италию и был уверен, что презираем римлянами как „варвар“».

### Папство

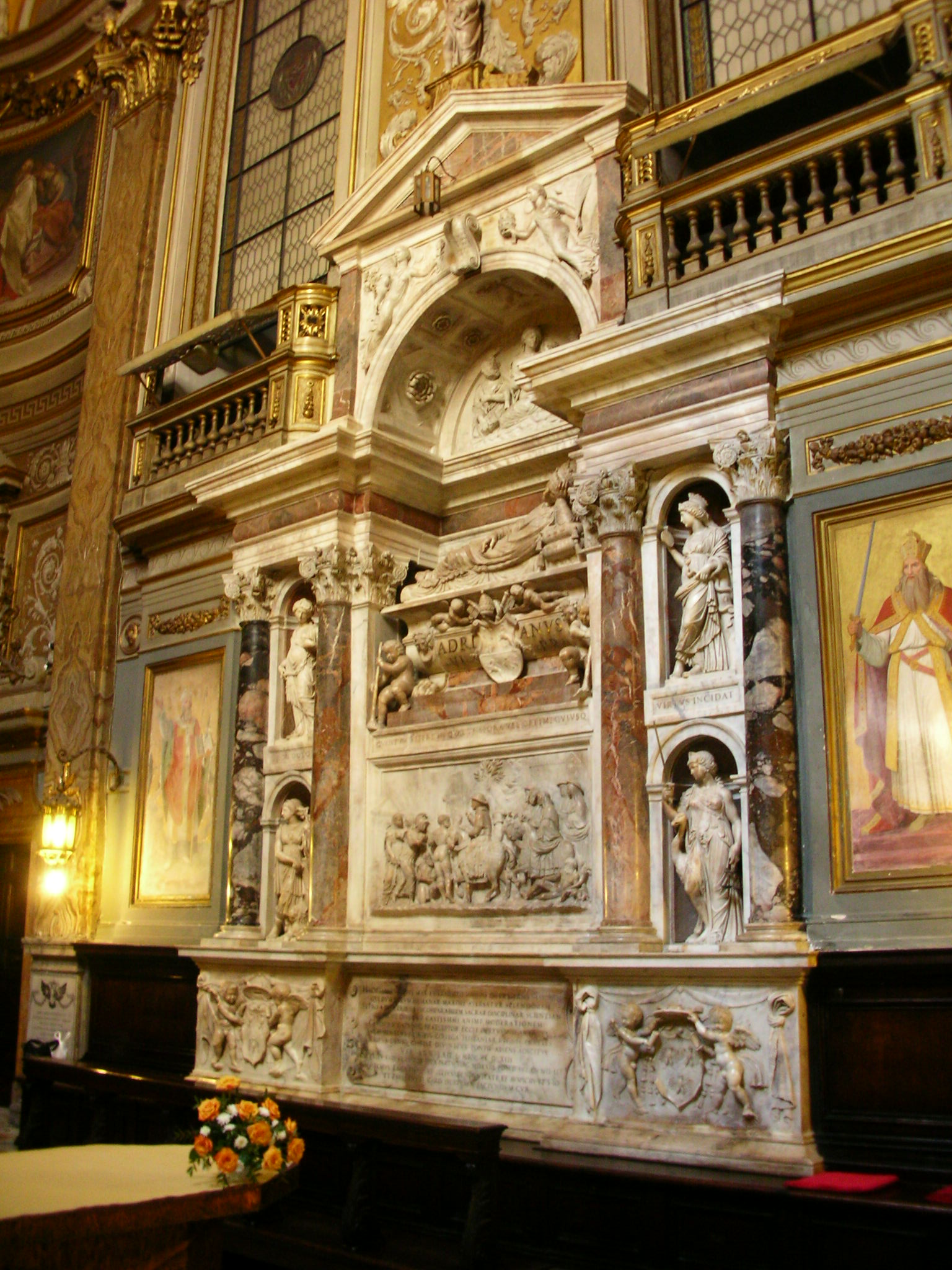
Памятник на могиле Адриана VI в Немецкой церкви Рима

Ему уже не хватило жизни на то, чтобы осуществить (как он очень того хотел) реформу обычаев Римской курии. Тем не менее он приказал закрыть знаменитый ватиканский Бельведер — место развлечений папской свиты. Он намеревался предпринять миротворческие и объединительные шаги на международной арене и искал соглашения с представителями Реформации. В августе 1523 года он был вынужден заключить союз с Империей, Англией и Венецией против Франции. Между тем, в 1522 году султан Сулейман Великолепный (1520—1566) завоевал Родос.

### Смерть
Адриан, который, принимая папскую тиару, не изменил своего имени, умер 14 сентября 1523 года в Риме. Большинство его официальных документов были утрачены после его смерти. Похоронен в Немецкой церкви Рима.
Папа был осмеян народом Рима, которые никогда не испытывали симпатию к человеку, которого они считали «варваром», и радовались его смерти.

## Единственный кардинал
Кардинал, возведённый Адрианом VI — Виллем ван Энкенворт, епископ Тортосы (королевство Испания).